# Martin Menzel (Historiker)
Martin Menzel (* 11. Januar 1932 in Seifersbach; † 18. November 2017) war ein deutscher Historiker.

## Leben
Er war der Sohn des Rangierarbeiters Karl Menzel und der Landarbeiterin Elsa Menzel geborene Leiteritz. Nach dem Besuch des Volksschulen in Altmittweida und Erlau (Sachsen) ging er an die Oberschule nach Mittweida, wo er 1950 das Abitur ablegte. Danach erhielt er einen Studienplatz an der Karl-Marx-Universität Leipzig (KMU), an deren Pädagogischer Fakultät er Geschichte studierte. 1953 legte er dort das Staatsexamen als Mittelstufe-Lehrer ab. Anschließend wurde er wissenschaftlicher Assistent am Institut für Marxismus-Leninismus der KMU. Seine Ernennung zum Oberassistenten mit Lehrauftrag fand 1958 statt. Schwerpunkt seiner Forschungen war die Geschichte der deutschen Arbeiterbewegung und der Wissenschaftliche Sozialismus.
Nachdem er 1963 die Facultas Docendi abgelegt hatte, wurde er im Januar 1964 bei Lothar Mosler an der Philosophischen Fakultät der KMU zum Dr. phil. promoviert. Das Thema seiner Dissertation lautet: Die Unterstützung der Außenpolitik des deutschen Imperialismus durch die Führung der SPD in den Jahren 1925-1926. Im darauffolgenden Jahr wurde Martin Menzel Dozent für die Geschichte der deutschen Arbeiterbewegung und den Wissenschaftlichen Sozialismus am Institut für Marxismus-Leninismus der KMU. Von 1964 bis 1969 war er stellvertretender Direktor des Institutes für Marxismus-Leninismus.
1970 erhielt er die Professur für Wissenschaftlichen Sozialismus und Geschichte der deutschen Arbeiterbewegung an der Sektion Marxismus-Leninismus der KMU. Nach 17-jähriger Lehrtätigkeit als Professor legte er 1987 die Promotion B vor, die thematisch unmittelbar auf seine Dissertation aufbaute. Das Thema lautete: Die Reichstagsfraktion der SPD in der III. Wahlperiode (Dezember 1924–März 1928) und ihr Wirken zwischen bürgerlicher Koalitionspolitik und Interessenvertretung der Werktätigen.
In der Zeit der politischen Wende in der DDR war er Sekretär der SED-Grundorganisation der Sektion Marxismus-Leninismus. Im Alter von 59 Jahren ging er im September 1991 vorzeitig in Ruhestand, nachdem er wenige Jahre zuvor Professor für Deutsche Geschichte ab 1918 geworden war.

## Schriften (Auswahl)
- Zur Haltung der SPD-Reichstagsfraktion im Jahre 1931. In: Arbeiterbewegung und Parlamentarismus, Heft 12, Halle/Saale: Martin-Luther-Universität Halle-Wittenberg, Abt. Wissenschaftspublizistik, 1984.
- Zur Darstellung der Politik der sozialdemokratischen Reichstagsfraktion in der bürgerlichen und sozialdemokratischen Geschichtsschreibung. In: Hallesche Studien zur Geschichte der Sozialdemokratie, Heft 13, Halle/Saale: Martin-Luther-Universität Halle-Wittenberg, Abt. Wissenschaftspublizistik, 1985, S. 46–53.
- Nachbetrachtung „Sachsen - einst und jetzt“. Im Reprint der 3. Aufl. der Publikation von Karl Jakob und Max Wagner: Unser Vaterland Sachsen in Karte und Bild, Leipzig, Sachsenbuch, 1990 und 1991.

## Ehrungen (Auswahl)
- Ehrennadel der KMU
- Medaille für ausgezeichnete Leistungen
- Pestalozzi-Medaille (alle Stufen)